# Jovan Adamov
Jovan Adamov (Čoka, 5. svibnja 1942.), je skladatelj i dirigent zabavne glazbe. 
Diplomirani inženjer strojarstva. Glazbeno obrazovanje stekao u Novom Sadu. Kontrabasist i povremeno dirigent Plesnog orkestra Radio-Novog Sada, gdje je i glazbeni producent. Kao skladatelj zabavnih melodija sudjeluje od 1964. godine na mnogim jugoslavenskim festivalima. Pored šlagera, starogradskih pjesama i romansi pisao filmsku i scensku glazbu. Dobitnik je brojnih nagrada.

## Glavna djela

### Starogradske pjesme i romanse
- "Soba u Varadinu"
- "Sreli smo se"
- "Stvari koje su prošle"
- "Što te sretoh"

### Šlageri
- "Hej što nisam"
- "Hej vojnici vazduhoplovci"
- "Malo reči treba kad se voli"
- "Nedovršene misli"
- "Neka to ne bude u proleće" (pjeva Ljiljana Petrović)
- "Nikad nećemo dozvoliti da prestane naša ljubav"
- "Priča jednog ljeta"
- "Prošla si pored ljubavi"
- "Šareni izlozi"
- "Što mi vrijedi što sam zgodan"
- "Zaboravi"
- "Znam"
- "Živi bez mene"